# Jean François Loos
Jean François Loos, né à Anvers le 12 novembre 1799 et mort le 2 février 1871, est un homme politique belge.

## Biographie
Jan Frans Loos est le fils de Pierre Loos, directeur d'une société de messagerie, et de Cécile Hambrouck. Il est le beau-frère de Jean Michiels.
Il devient directeur du bureau anversois de l'entreprise familiale Messageries Van Gend en Loos et directeur d'une compagnie maritime à Anvers.
Il est censeur de la Banque nationale de Belgique, cofondateur et président du Zoo d'Anvers et de la Handelshogeschool d'Anvers, directeur du Centre correctionnel Sint-Bernardus à Anvers.

## Fonctions et mandats
- Bourgmestre d'Anvers : 1848-1862
- Membre du Chambre des représentants de Belgique : -1863
- Vice-président de l'Académie royale des beaux-arts d'Anvers
- Vice-président de l'École maritime d'Anvers
- Président du Mont de la Miséricorde à Anvers
- Président d'honneur du Cercle artistique, littéraire et scientifique d'Anvers

## Sources
- H. VANDER LINDEN, Jean Loos, in: Biographie nationale de Belgique, T.XII,
- Jean-Luc DE PAEPE & Christiane RAINDORF-GERARD, Le Parlement belge, 1831-1894, Brussel, *Burgemeesters van Antwerpen van 1830 tot heden, Antwerpen, 2000.
- Katleen CORNELIS, Het monument van burgemeester Loos, eindwerk stadsgids, 2004.